# TFDP1
TFDP1 (англ. Transcription factor Dp-1) – білок, який кодується однойменним геном, розташованим у людей на короткому плечі 13-ї хромосоми. Довжина поліпептидного ланцюга білка становить 410 амінокислот, а молекулярна маса — 45 070.
| 10         |  | 20         |  | 30         |  | 40         |  | 50         |
| ---------- |  | ---------- |  | ---------- |  | ---------- |  | ---------- |
| MAKDAGLIEA |  | NGELKVFIDQ |  | NLSPGKGVVS |  | LVAVHPSTVN |  | PLGKQLLPKT |
| FGQSNVNIAQ |  | QVVIGTPQRP |  | AASNTLVVGS |  | PHTPSTHFAS |  | QNQPSDSSPW |
| SAGKRNRKGE |  | KNGKGLRHFS |  | MKVCEKVQRK |  | GTTSYNEVAD |  | ELVAEFSAAD |
| NHILPNESAY |  | DQKNIRRRVY |  | DALNVLMAMN |  | IISKEKKEIK |  | WIGLPTNSAQ |
| ECQNLEVERQ |  | RRLERIKQKQ |  | SQLQELILQQ |  | IAFKNLVQRN |  | RHAEQQASRP |
| PPPNSVIHLP |  | FIIVNTSKKT |  | VIDCSISNDK |  | FEYLFNFDNT |  | FEIHDDIEVL |
| KRMGMACGLE |  | SGSCSAEDLK |  | MARSLVPKAL |  | EPYVTEMAQG |  | TVGGVFITTA |
| GSTSNGTRFS |  | ASDLTNGADG |  | MLATSSNGSQ |  | YSGSRVETPV |  | SYVGEDDEED |
| DDFNENDEDD |  |            |  |            |  |            |  |            |

A: Аланін

C: Цистеїн

D: Аспарагінова кислота

E: Глутамінова кислота

F: Фенілаланін

G: Гліцин

H: Гістидин

I: Ізолейцин

K: Лізин

L: Лейцин

M: Метіонін

N: Аспарагін

P: Пролін

Q: Глутамін

R: Аргінін

S: Серин

T: Треонін

V: Валін

W: Триптофан

Кодований геном білок за функціями належить до активаторів, фосфопротеїнів. 
Задіяний у таких біологічних процесах, як транскрипція, регуляція транскрипції, клітинний цикл, ацетилювання, альтернативний сплайсинг. 
Білок має сайт для зв'язування з ДНК. 
Локалізований у цитоплазмі, ядрі.